# Gisèle Pelicot
  Gisèle Pelicot    (Villingen, 7 de desembre de 1952) és una antiga directora de logística francesa que ha guanyat protagonisme en relació amb el judici del seu marit Dominique Pelicot, que la va drogar i va permetre que almenys 50 homes la violessin mentre estava inconscient. Va renunciar a l'anonimat durant el judici, preferint revelar el seu maltractament en públic en suport de totes les víctimes d'abús sexual. Com a resultat, ha guanyat una gran atenció mediàtica i ha estat inclosa en la llista de 100 dones de la BBC del 2024 i citada com una de les 25 dones més influents del 2024 pel Financial Times.

## Biografia
Nascuda el 7 de desembre de 1952 a Villingen-Schwenninge, al sud-oest d'Alemanya, Gisèle Pelicot era filla d'un militar francès. Va arribar a França quan tenia cinc anys, però va perdre la seva mare per càncer a nou anys. El 1971 va conèixer el seu marit, Dominique Pelicot. Es van casar l'abril de 1973 i es van traslladar al barri parisenc de Villiers-sur-Marne on van criar els seus tres fills, dos fills i una filla.
Després de passar diversos anys dedicats a la seva família, Pelicot va començar a treballar a la companyia elèctrica francesa Électricité de France, a la zona de París, on també treballava el seu marit. Va romandre allà durant la resta de la seva vida laboral activa, i finalment va aconseguir un càrrec directiu en logística de centrals nuclears. El 2013 es van retirar i es van traslladar a Mazan, al sud-est de França. Vivien en una gran casa amb piscina, sovint hi passaven els estius amb els seus fills i néts. Per a Gisèle Pelicot va ser una vida molt feliç.
Entre el 2011 i el 2020, Gisèle Pelicot va patir símptomes com desmais i pèrdua de memòria que no sabia explicar i va passar exàmens mèdics exhaustius per determinar-ne les causes. Eren els efectes secundaris de les drogues que li donava el seu marit sense que ella ho sabés. Es va divorciar i el 2020 el seu marit va entrar a la presó on ell acabaria condemnat per violació agreujada junt amb la cinquantena d'homes acusats també de violació. Al judici del Cas de violació de Masan Gisèle va decidir renunciar a l'anonimat.